# Xiaomi Mi 9
Lo Xiaomi Mi 9 è uno smartphone di fascia alta prodotto da Xiaomi, presentato a febbraio 2019.

## Caratteristiche tecniche

### Hardware
Il dispositivo è grande 157.5 x 74.7 x 7.6 millimetri e pesa 173 grammi. Ha un chipset Qualcomm Snapdragon 855 (processo a 7 nanometri), con CPU octa-core e GPU Adreno 640. È presente in cinque tagli di memoria: 64 GB di memoria interna e 6 GB di RAM, 64 GB di memoria interna e 8 GB di RAM, 128 GB di memoria interna e 6 GB di RAM, 128 GB di memoria interna e 8 GB di RAM e 256 GB di memoria interna e 8 GB di RAM. Non ha la memoria espandibile.
Ha connettività 2/3/4G, Wi-Fi 802.11 a/b/g/n/ac dual-band, con supporto a Wi-Fi Direct, DLNA e uso come hotspot, Bluetooth 5.0 con A2DP, LE (risparmio energetico) e aptX HD, il GPS con GPS assistito dual-band e supporto GLONASS, BDS, GALILEO e QZSS, ha l'NFC, la porta a infrarossi e la porta USB 2.0 Type-C 1.0 con supporto OTG.
Non ha la radio FM e non ha il jack audio da 3.5 millimetri. Ha uno schermo S-AMOLED da 6,39 pollici, con risoluzione Full HD+, densità di pixel di 403 ppi e supporto degli standard DCI-P3 e HDR10. 
Per quanto riguarda le fotocamere, ha tre sensori sul retro - uno da 48 megapixel con apertura f/1.8 e stabilizzazione OIS a 4 assi, uno da 12 megapixel con apertura f/2.2 per lo zoom ottico 40x e uno da 16 megapixel con apertura f/2.2 per le foto grandangolari - e un doppio flash LED. La tripla fotocamera posteriore è dotata di autofocus laser e può registrare video 4K a 60 fotogrammi per secondo, o slow motion Full HD a 240 fps o HD a 960 fps. Ha una fotocamera anteriore da 20 megapixel con apertura f/2.0 ed HDR. 
È dotato di sensore ottico per lo sblocco con impronta digitale sotto lo schermo.
Ha una batteria da 3300 mAh ai polimeri di litio, non removibile. Supporta la ricarica rapida a 27W (QuickCharge 4+) e la ricarica wireless veloce a 20W. Lo schermo è protetto da Gorilla Glass 6, il retro è protetto da vetro Gorilla Glass 5, mentre il frame laterale è in alluminio.

### Software
Il dispositivo è dotato di Android 9.0 Pie, aggiornabile alla versione 10 e di interfaccia utente MIUI 10, aggiornabile alla versione 11.

## Accoglienza
Digital Trends ha dato un punteggio di 8/10 al Mi 9, esaltando le performance, lo schermo, il design e il sensore d'impronta sotto lo schermo del Mi 9, facendo alcune critiche al software, alla fotocamera e criticando l'assenza di resistenza all'acqua.
Trusted Review lo ha definito "uno dei migliori smartphone flagship dell'anno". 
GSMArena ha evidenziato come "pro" dello smartphone schermo, sensore per le impronte, durata della batteria, le performance, il software aggiornato, la qualità della fotocamera e dei video e il rapporto qualità-prezzo, inserendo invece tra i "contro" l'assenza di resistenza all'acqua, del jack audio, degli speaker stereo, dello slot microSD e della stabilizzazione ottica.
Il Mi 9 ha raggiunto il milione di unità vendute in poco più di un mese dal rilascio.

## Altri smartphone della famiglia Mi 9
- Xiaomi Mi 9 Lite (Mi CC9 per il mercato asiatico), versione più economica del Mi 9: differisce dal Mi 9 principalmente per il diverso chipset (Qualcomm Snapdragon 710 anziché 855), per il diverso comparto fotografico (è dotato di tripla fotocamera posteriore 48 MP e apertura f/1.8 + 8 MP grandangolare + 2 MP di profondità, con un singolo flash LED, e fotocamera anteriore da 32 MP e apertura f/2.0) e per la presenza di radio FM, jack audio da 3.5 mm e memoria espandibile tramite slot microSD (assenti nel Mi 9 normale)[6];
- Xiaomi Mi 9 SE, differisce dal Mi 9 principalmente per il diverso chipset (Qualcomm Snapdragon 712 anziché 855), per lo schermo più piccolo (5,97" anziché 6,39") e per il diverso comparto fotografico (è dotato di tripla fotocamera posteriore 48 MP e apertura f/1.8 + 13 MP grandangolare + 8 MP per telephoto, con un singolo flash LED, e fotocamera anteriore da 20 MP e apertura f/2.0)[7];
- Xiaomi Mi 9T, differisce dal Mi 9 principalmente per il diverso chipset (Qualcomm Snapdragon 730 anziché 855), per il diverso comparto fotografico (è dotato di tripla fotocamera posteriore 48 MP e apertura f/1.8 + 13 MP grandangolare + 8 MP per zoom ottico 2x, con un singolo flash LED, e fotocamera anteriore pop-up - a scomparsa - da 20 MP e apertura f/2.2) e per la presenza di radio FM e jack audio da 3.5 mm (assenti nel Mi 9 normale)[8];
- Xiaomi Mi 9T Pro, versione del Mi 9T con diversi tagli di memoria e lo stesso chipset del Mi 9 normale (Qualcomm Snapdragon 855)[9].